# Бањоле (Медулин)
Бањоле (итал. Bagnole) је село у Хрватској, у општини Медулин, у јужној Истри, 6 km југоисточно од Пуле. Смештено је на малом полуострву и има око 700 становника.
Бањоле је рибарско село са заштићеном луком које је постојало још у римско доба.

## Становништво
На попису становништва 2011. године, Бањоле је имало 983 становника.

## Попис1991.
На попису становништва 1991. године, насељено место Бањоле је имало 707 становника, следећег националног састава:
| Попис 1991.‍  | Попис 1991.‍  | Попис 1991.‍ | Попис 1991.‍ | Попис 1991.‍ |
| ------------ | ------------ | ----------- | ----------- | ----------- |
|              |              |             |             |             |
| Хрвати       | Хрвати       |             | 433         | 61,24%      |
| Југословени  | Југословени  |             | 33          | 4,66%       |
| Италијани    | Италијани    |             | 31          | 4,38%       |
| Срби         | Срби         |             | 26          | 3,67%       |
| Словенци     | Словенци     |             | 16          | 2,26%       |
| Муслимани    | Муслимани    |             | 8           | 1,13%       |
| Албанци      | Албанци      |             | 6           | 0,84%       |
| Црногорци    | Црногорци    |             | 6           | 0,84%       |
| Мађари       | Мађари       |             | 3           | 0,42%       |
| Чеси         | Чеси         |             | 3           | 0,42%       |
| Македонци    | Македонци    |             | 1           | 0,14%       |
| Русини       | Русини       |             | 1           | 0,14%       |
| остали       | остали       |             | 3           | 0,42%       |
| неопредељени | неопредељени |             | 31          | 4,38%       |
| регион. опр. | регион. опр. |             | 88          | 12,44%      |
| непознато    | непознато    |             | 18          | 2,54%       |
| укупно: 707  |              |             |             |             |